# Estout
Pour le roi du VIIIe siècle, voir Aistolf.

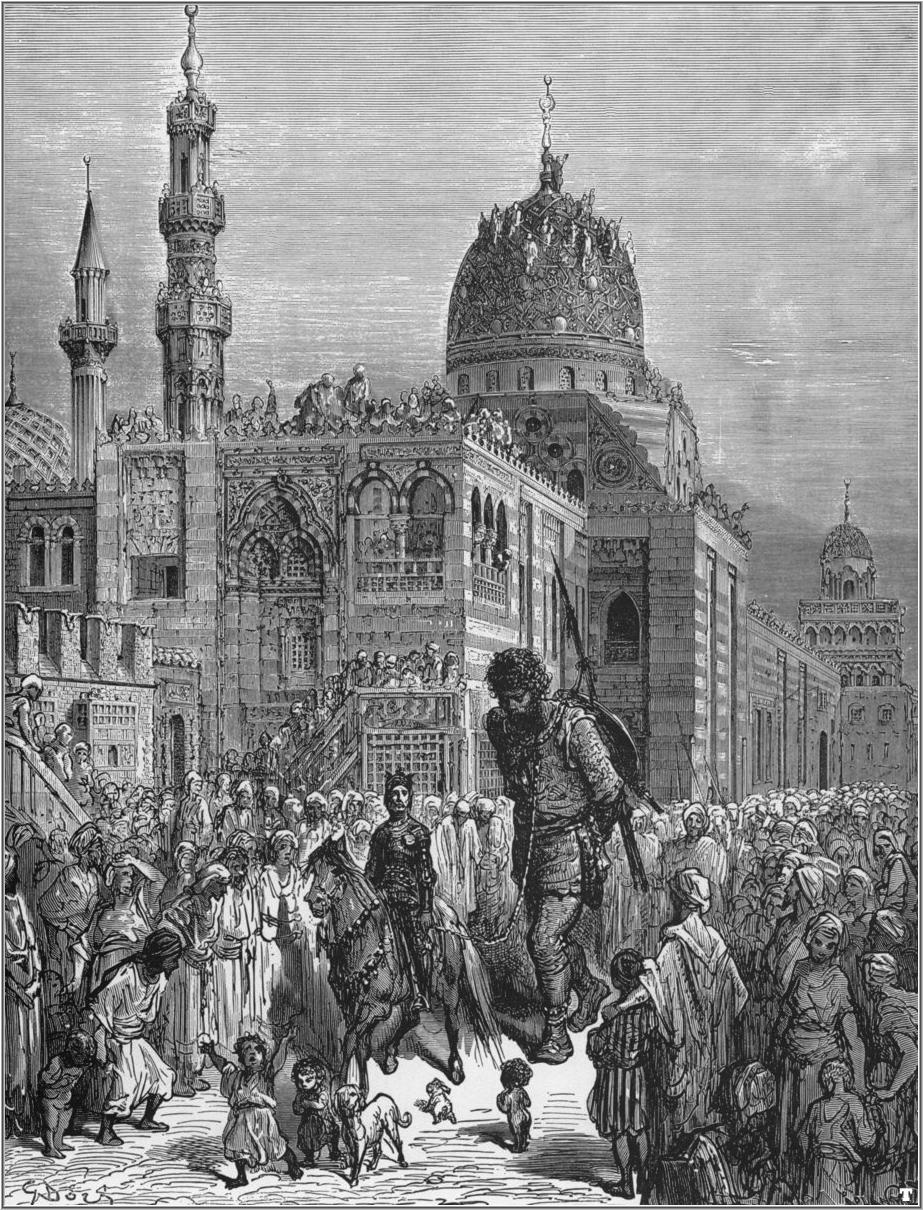
Estout et le géant Caligorant

Estout, (ou Estous, Estoult, Estouls, Astolpho) est le nom d'un personnage fictif récurrent dans plusieurs œuvres de la littérature chevaleresque, où il est le fils d'Otto roi d'Angleterre (une référence probable à Offa), le cousin de Roland et l'un des douze paladins de Charlemagne. Son nom apparaît toutefois pour la première fois dans la Chanson des quatre fils Aymon, et les poèmes mineurs Gaydon et Gaufrey, mais sa première apparition majeure se trouve dans le poème anonyme du XIVe siècle La Prise de Pampelune à la suite de laquelle il est un personnage récurrent (et typiquement humoristique) dans la littérature héroïque de la Renaissance Italienne, comme Morgante de Luigi Pulci, Orlando Innamorato de Matteo Maria Boiardo, et Orlando Furioso de Ludovico Ariosto.

## Estout dansOrlando Furioso
Le Duc Estout est présenté pour la première fois comme emprisonné sous la forme d'un myrte au moyen de la magie de la sorcière maléfique Alcina. Quand Ruggiero tente d'attacher son hippogriffe à l'homme malchanceux, Estout proteste, déplorant son sort. Bien que les deux conversent longuement, Ruggiero n'écoute pas les conseils du duc d'éviter Alcina et devient lui aussi ensorcelé. Les deux sont, cependant, secourus et ramenés à la normale par Melissa, la bonne sorcière.
Estout possède divers équipements magiques qu'il utilise tout au long de ses aventures. Sa lance magique fait chuter ses adversaires de leurs chevaux au moindre toucher lors de joutes, et son livre magique contient des sorts capables de briser tout enchantement. Il possède également une corne magique dont le bruit est si fort et violent qu'il fait fuir tous les ennemis avec terreur, et monte sur un cheval nommé Rabicano. Ce cheval magique est fait d'ouragan et de flammes, se nourrit d'air et marche si légèrement qu'il ne laisse pas de traces de pas dans le sable, et lorsqu'il court à pleine vitesse, il peut courir plus vite qu'une flèche.
Estout utilise sa corne magique pour capturer le géant Caligorant, puis défile le géant de ville en ville, le forçant à agir comme sa bête de somme. Il bat également Orillo, un voleur qui n'a pas pu être tué car sous les effets d'un enchantement lui permettant de se régénérer des blessures qu'il avait reçues. Même les membres coupés se rattacheraient. Estout prête sa lance dorée et Rabicano à Bradamante pendant une courte période pendant qu'il chevauche l'Hippogriffe à la recherche d'une manière de ramener Roland à ses sens.
Estout se rend en Éthiopie, où il a rencontré Senapo (Prêtre Jean), l'empereur de cette terre. Dans une situation similaire à l'histoire de Phinée, Senapo est aveugle et tourmenté par des harpies qui l'attaquent chaque fois qu'il essaie de manger un repas, renversant les verres et salissant la nourriture. Estout souffle dans sa corne magique et chasse les harpies vers l'entrée de l'Enfer pour les sceller à l'intérieur. Il vole ensuite sur le dos de l'hippogriffe au sommet de la montagne du Paradis Terrestre, où il rencontre Saint Jean l'Apôtre, qui explique comment il pourrait ramener Roland à ses sens. Il s'envole alors  dans le char enflammé d'Élie vers la lune, où toutes les choses perdues sur Terre finissent, et trouve les sens de Roland dans une bouteille. Il revient ensuite sur terre et obtient l'aide de Senapo pour la défense de Paris contre les envahisseurs Sarrasins.

## Télévision
Astolpho apparaît également comme étant un personnage de la série de light novel, Fate/Apocrypha, où il sert la faction Noire en tant que Servant de classe Rider.